# Cuneo fiscale

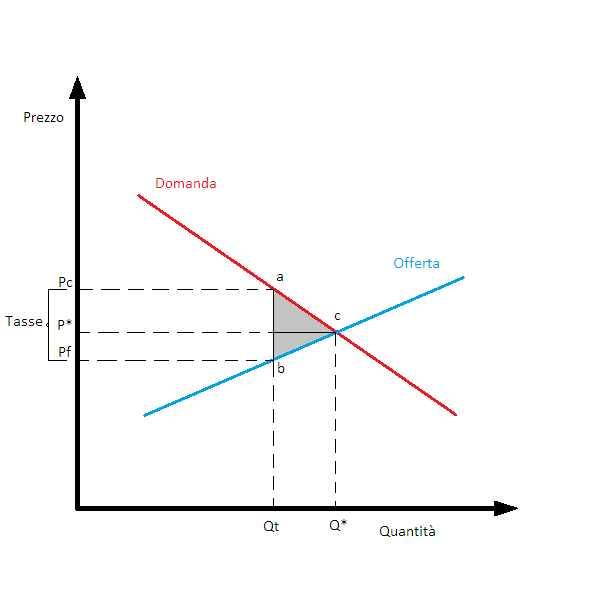
Grafico del cuneo fiscale

Il cuneo fiscale è un indicatore degli effetti della tassazione sul reddito dei lavoratori, l'occupazione e il mercato del lavoro.
Viene espresso come percentuale del costo di lavoro ed è definito dall'OCSE come il rapporto tra le tasse pagate da un lavoratore medio e il costo totale del lavoro per il datore di lavoro. Ai fini del calcolo il lavoratore viene presupposto come singolo, senza figli. Il suo valore medio indica quanto le tasse sul lavoro scoraggino l'impiego.

## Il cuneo fiscale nelle scienze economiche
Il cuneo fiscale è la deviazione dal punto di equilibrio prezzo/quantità come risultato della tassazione che obbliga i consumatori a pagare di più per un bene e i fornitori a ricevere di meno.
Seguendo la legge della domanda e offerta, se il prezzo sostenuto dai consumatori risulta incrementato e il prezzo ottenuto dai fornitori risulta diminuito, la quantità scambiata diminuisce. Dopo che una tassa è introdotta, un nuovo equilibrio è raggiunto con i consumatori che pagano di più (P* → Pc), i fornitori che ricevono di meno (P* → Pf), e la quantità scambiata che si riduce (Q* → Qt). La differenza tra {\displaystyle Pc} e {\displaystyle Pf} sarà equivalente all'importo della tassa.
Sia i consumatori che i fornitori pagano una qualche proporzione della tassa introdotta; la suddivisione della tassa dipende dalla struttura delle curve di domanda e offerta. Se la curva dell'offerta tende ad appiattirsi nel tempo, i consumatori tendono a pagare una porzione maggiore della tassa.
Attraverso l'elasticità della domanda è possibile capire chi, fra produttori e consumatori, sopporterà in misura maggiore il peso della nuova imposta.
In particolare, nel caso di una domanda fortemente elastica (quindi molto suscettibile a variazioni di prezzo del bene) il carico della nuova imposta verrà sopportato maggiormente dai produttori (in termini di mancato guadagno a seguito della diminuzione di domanda)
Nel caso di domanda scarsamente elastica (quindi poco suscettibile a variazioni di prezzo), la maggior parte del peso dell'imposta sarà sostenuto dai consumatori, in termini di aumento del prezzo finale; (in questo caso, il ricavo del produttore non si modificherebbe di molto, in quanto la domanda dei consumatori, anche dopo l'introduzione dell'imposta, non subirebbe grosse deviazioni). È il caso tipico dei prezzi dei carburanti, in cui gli aumenti dovuti a tasse poco impattano le quantità vendute.
Più in generale, gli effetti più rilevanti provocati dall'introduzione di una nuova imposta sono:
- diminuzione della quantità di prodotto scambiata, (dalla posizione di equilibrio Q* alla posizione Qt);
- aumento del prezzo finale del bene;
- diminuzione del ricavo marginale dei produttori.

In Europa un elevato carico fiscale ha creato grandi effetti marginali del cuneo fiscale.
Gli effetti del cuneo fiscale sono valutabili nel costo del lavoro dove la domanda è rappresentata dalla richiesta delle aziende, l'offerta dal lavoro degli occupati e il cuneo fiscale è dato dalla tassazione che lo Stato impone per il rapporto giuridico di lavoro.

## Il cuneo fiscale nel mercato del lavoro

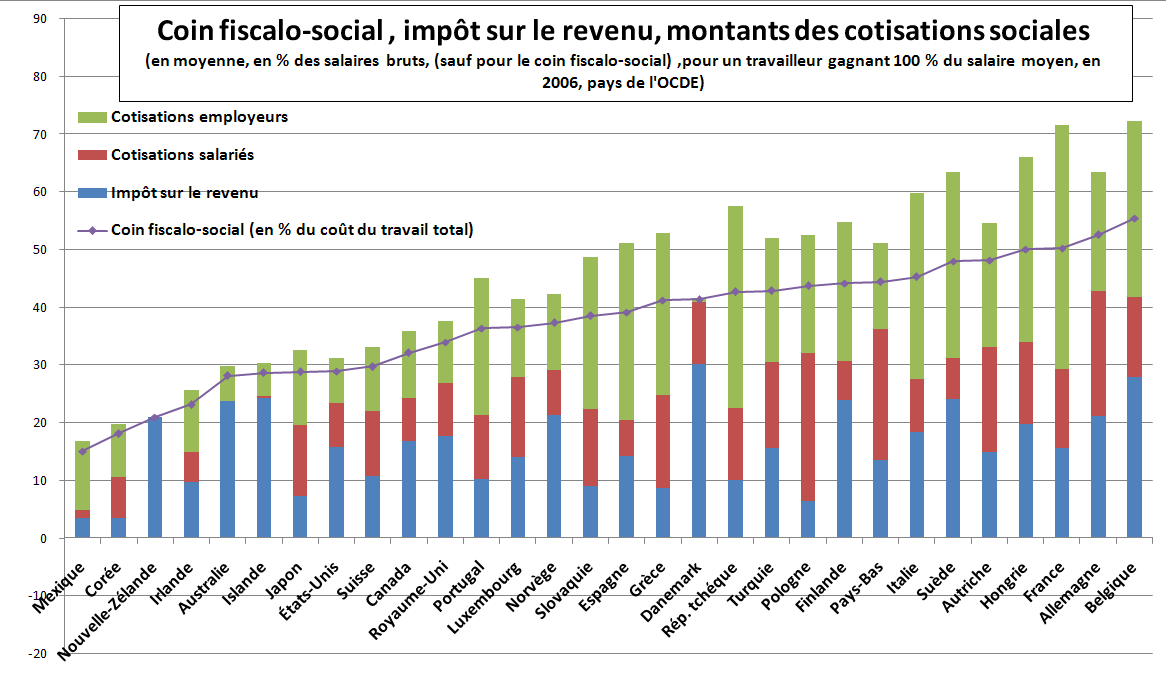
Valore del cuneo fiscale nei principali paesi dell'OCSE

Il cuneo fiscale è un indicatore percentuale che indica il rapporto tra tutte le imposte sul lavoro relative al fisco.
Può essere determinato sia per i lavoratori dipendenti sia per i lavoratori autonomi o liberi professionisti. Le imposte considerate nella determinazione del cuneo fiscale sono sia a carico del datore di lavoro o committente sia del lavoratore dipendente o autonomo o libero professionista.
La pressione fiscale apparente è invece determinata per uno Stato come incidenza della imposizione fiscale in rapporto al PIL e si differenzia dal cuneo fiscale che è riferito all'incidenza della imposizione fiscale sul costo del lavoro.

### Cuneo fiscale vs costo del lavoro
Non deve essere confuso il cuneo fiscale con il costo del lavoro per unità di prodotto. Infatti non è l'incidenza di un elevato cuneo fiscale quella che determina un alto costo del lavoro per unità di prodotto per l'azienda, in quanto i servizi erogati dallo Stato e finanziati con l'imposizione fiscale, possono essere anche più costosi se posti a carico del singolo lavoratore individualmente che li ottiene sul libero mercato. 

Il costo del lavoro è comprensivo della retribuzione lorda pagata dal datore e dei contributi pagati dalle imprese.
Secondo i dati OCSE del 2018, con un prelievo del 47,7% l'Italia era  al terzo posto nella classifica dei Paesi con la maggior imposizione fiscale, dopo Germania e Belgio, e allo stesso livello della Francia. Tuttavia, il costo del lavoro in Italia era al 17° per le retribuzioni lorde, posto che scendeva al 19° per quelle nette liquidate ai lavoratori.

### Applicazione
Il cuneo fiscale è un indicatore della somma di tutte le imposte che gravano sul costo del lavoro (sostenuto quindi dal datore di lavoro o dal committente per ottenere le prestazioni del lavoratore dipendente, o del lavoratore autonomo o libero professionista),  in rapporto al costo complessivo del lavoro offerto ovvero la differenza tra stipendio o salario lordo e stipendio netto percepito dal lavoratore, ossia quelle somme dette anche trattenute fiscali.
Sottraendo quindi al costo complessivo del lavoro la somma delle imposte che determinano il cuneo fiscale, si ricava il reddito reale netto disponibile percepito dal lavoratore. Si può esprimere anche come percentuale tra l'incidenza di tutte le imposte relative al fisco.
Essendo legato a trattenute statali ovvero ad imposte il cuneo fiscale è in qualche modo legato alla pressione fiscale individuale o total tax rate, (da non confondere con la pressione fiscale apparente) sui contribuenti: quanto maggiore è il cuneo fiscale tanto maggiore è il total tax rate a parità di altre imposte.
La tassazione che lo Stato impone sul rapporto di lavoro si distingue per le destinazioni di spesa pubblica in:
- fiscalità generale;
- spesa previdenziale.

La tassazione che finisce nella fiscalità generale, serve a finanziare la cosiddetta spesa pubblica per servizi indivisibili generali es. sicurezza, infrastrutture, scuola ecc.
La tassazione che è destinata alla spesa previdenziale, pur essendo anch'essa una spesa pubblica indivisibile e legata alle assicurazioni sociali obbligatorie, ha comunque un rapporto sinallagmatico con il rapporto giuridico di lavoro e con il costo del lavoro in quanto in via indiretta costituisce un servizio pubblico a prestazione individuale.

#### Cuneo fiscale e cuneo previdenziale
In linea di massima il cuneo previdenziale finanzia i sistemi pensionistici obbligatori che restituiscono ai lavoratori sotto forma di servizi pubblici equivalenti (con l'integrazione di trasferimenti dalla fiscalità generale) pertanto nel costo del lavoro il cuneo previdenziale rappresenta un costo dei diritti dei lavoratori in un determinato paese.
La differenza tra il cuneo fiscale e il cuneo previdenziale rappresenta quindi la tassazione posta sul rapporto giuridico di lavoro con destinazione per la fiscalità generale ossia al finanziamento della spesa pubblica indivisibile.

#### Lavoratori tutelati e lavoratori privi di tutele: il conflitto inter e intragenerazionale in Italia
Dall'analisi del cuneo previdenziale, del cuneo fiscale e del total tax rate a carico dei singoli rapporti di lavoro legali in Italia, emerge la distinzione tra figure più tutelate ed altre meno tutelate che anzi pagano i costi delle tutele che non hanno attraverso una imposizione fiscale differenziata ad hoc.
Tale confronto è estendibile anche nel tempo per verificare la differenza di prestazioni previdenziali previste attualmente e quelle previste in futuro e valutare come il sistema pensionistico italiano effettui una solidarietà intergenerazionale e una solidarietà intragenerazionale dai poveri verso i ricchi.

## Politica ed economia
Il cuneo fiscale è argomento di studio della Scienza delle finanze ed anche argomento di acceso dibattito politico per le sue implicazioni redistributive. Nel tipico confronto di economia pubblica tra equità ed efficienza, un aumento del cuneo fiscale è visto come uno spostamento verso una maggiore equità (redistribuzione) mentre una diminuzione è un passo verso una maggiore efficienza a favore di lavoratori e imprese.
Un confronto puramente quantitativo tra misure del cuneo fiscale tra differenti paesi o periodi ha poco significato se non è accompagnato da un'analisi qualitativa dei risultati ottenuti con la spesa pubblica finanziata dal gettito fiscale del cuneo stesso. Non esiste una quantità ideale di cuneo fiscale: il cuneo fiscale presente in ciascun paese è dovuto infatti allo schema impositivo in vigore in quel paese, che a sua volta dipende da una serie di accadimenti politici e storici, nonché dalla situazione economico-contabile dello Stato ovvero del suo bilancio statale.
È interessante notare come, essendo l'ampiezza del cuneo fiscale una somma, diminuzioni di uguale ammontare nell'ampiezza del cuneo fiscale possono essere ottenute sia riducendo le imposte ai lavoratori sia riducendo le imposte alle imprese. Appare evidente allora come "ridurre il cuneo fiscale" sia un concetto piuttosto vago: sarebbe infatti necessario specificare anche come, in pratica quale sarà il rapporto tra la diminuzione dell'uno o dell'altro termine della somma.

## Critiche all'informazione economica sul cuneo fiscale
Nel dibattito politico economico diverse istituzioni propongono proprie definizioni del termine cuneo fiscale che tendono a ingenerare disinformazione sulla materia.

### Critiche alla definizione della Treccani
Nella definizione di Treccani "per cuneo fiscale in economia si intende la differenza tra l'onere del costo del lavoro sostenuto dall'impresa, inclusi gli importi versati al fisco e agli enti di previdenza, e la retribuzione netta percepita dal lavoratore.
Tale definizione risulta parziale e fuorviante per due motivi:
1. In primo luogo si riferisce al cuneo fiscale relativo al costo del lavoro, mentre in economia il cuneo fiscale può riguardare qualsiasi attività su cui lo Stato applica un tributo;
2. Nel caso del cuneo fiscale sul costo del lavoro, la semplice differenza tra due quantità non evidenzia l'incidenza del carico fiscale sul costo del lavoro e pertanto con tale definizione, non risulta evidenziato un parametro utile per il confronto tra diverse situazioni lavorative ovvero in via generale, tra diversi sistemi tributari.

## La situazione in Italia
L'OCSE nell'annuale rapporto sul prelievo fiscale e sui salari, aggiornato al 2006, ha calcolato che in Italia l'incidenza percentuale sul costo del lavoro delle tasse personali sul reddito e dei contributi sociali a carico del lavoratore e delle imprese si attesta al 45,20% collocando l'Italia al settimo posto tra i 30 (2007) Paesi OCSE, dopo Belgio, Germania, Ungheria, Francia, Svezia, Austria. Nei paesi OCSE il cuneo fiscale oscilla tra le percentuali superiori al 50% di Belgio, Germania, Francia e Ungheria e quelle inferiori al 19% di Messico e Corea. Negli Stati Uniti, è pari al 29,1%.
Sempre dalla stessa fonte appare come il cuneo fiscale in Italia sia diminuito dal 46,4% del 2000, al 45,2% del 2006 (i dati riguardano il caso di un lavoratore single senza figli che ha una remunerazione pari alla media nazionale).
Dall'esame comparato di questo indicatore emerge che l'Italia è in linea con la Francia e la Germania, che presentano una struttura del welfare simile alla nostra; un valore nettamente inferiore del cuneo fiscale si registra nel Regno Unito, dove però i lavoratori devono attingere alla busta paga per finanziare privatamente tramite il mercato una parte di beni e servizi sociali che i loro colleghi dell'Europa continentale ricevono dallo stato sociale.

### Le proposte di intervento
Nel corso delle elezioni politiche del 2006, la coalizione di centro-sinistra guidata da Romano Prodi ha proposto l'obiettivo di diminuire di 5 punti percentuali il cuneo fiscale; la maggiore critica della Casa delle Libertà a questo punto del programma dell'Unione riguardò la copertura finanziaria di una riduzione così importante e immediata. A tale obiezione l'Unione ha ribattuto che solo un intervento consistente e immediato può generare rapidamente quelle risorse aggiuntive a disposizione delle imprese e dei consumatori necessarie ad agevolare la ripresa economica e che le risorse necessarie sarebbero state inferiori a quelle indispensabili alla realizzazione di alcuni punti del programma elettorale della Casa delle libertà. La riduzione del cuneo fiscale è stato parte integrante del programma del Governo Prodi II presentato alle Camere in apertura della XV Legislatura.

#### Finanziaria 2007
Con la Finanziaria 2007 il Governo Prodi ha effettuato un primo taglio del cuneo fiscale. Il suo impatto è stato stimato essere del 5%, di cui 3% a favore delle imprese e 2% a favore dei lavoratori.
La riduzione del cuneo fiscale per imprese, banche e assicurazioni è stata disciplinata dall'articolo 1, commi 266-269, della legge 27 dicembre 2006, n. 296, nonché dalle disposizioni introdotte dall'articolo 15-bis del decreto legge 2 luglio 2007, n. 81, convertito, con modificazioni, dalla legge 3 agosto 2007, n. 127.

### News
- Fisco, le disparità tra dipendenti, autonomi e professionisti, in Casa&Clima.com. URL consultato il 31 luglio 2014 (archiviato dall'url originale il 1º agosto 2014).
- Analisi delle imposte, su unikore.it. URL consultato il 28 marzo 2014 (archiviato dall'url originale il 9 agosto 2014).
- Cuneo fiscale, in Treccani. URL consultato il 28 settembre 2014.
- Angelo Castaldo, Cuneo fiscale, in Treccani Dizionario di Economia e Finanza (2012). URL consultato il 28 settembre 2014.
- Pensioni, la grande beffa ai co.co.pro La soglia impossibile dei 1.295 euro, in Il corriere della sera. URL consultato il 27 marzo 2014.
- La gerontocrazia dei sessantottini, in Il corriere della sera. URL consultato il 27 marzo 2014.
- Michele Pellizzari, Barbara Biasi e Rachele Poggi, La generazione che paga per tutti, su lavoce.info, 18 ottobre 2011. URL consultato il 4 settembre 2023 (archiviato dall'url originale il 30 luglio 2019).
- Il solco della crisi nella rete di protezione sociale, in linkiesta.it. URL consultato il 27 marzo 2014 (archiviato dall'url originale il 22 marzo 2014).
- Lettera aperta a Giovannini: “Caro ministro ascolti le partite Iva, in Corriere.it. URL consultato il 21 dicembre 2013.
- Pensioni, la rivolta delle partite Iva, in Micromega. URL consultato il 13 novembre 2013.
- Giuseppe Pisauro e Corrado Pollastri, Per il cuneo fiscale seguire la strada maestra, su lavoce.info, 11 marzo 2014. URL consultato il 4 settembre 2023 (archiviato dall'url originale il 12 aprile 2023).
- Il cuneo sul lavoro, su Reforming.it, 16 luglio 2020. URL consultato il 4 settembre 2023 (archiviato dall'url originale il 30 gennaio 2023).

### Web
- TRE GRAFICI SULLE PENSIONI, su leoniblog.it. URL consultato il 20 agosto 2014 (archiviato dall'url originale il 21 agosto 2014).